# Porphyrinia microptera
Porphyrinia microptera är en fjärilsart som beskrevs av Brandt 1939. Porphyrinia microptera ingår i släktet Porphyrinia och familjen nattflyn. Inga underarter finns listade i Catalogue of Life.